# شهرستان کویگورودسکی
شهرستان کویگورودسکی (به لاتین: Koygorodsky District) یک شهرستان در روسیه است که در جمهوری کومی واقع شده‌است.